# زمین‌لرزه ۱۹۶۴ آلاسکا
زمین‌لرزه آلاسکا در تاریخ ۲۷ مارس ۱۹۶۴ میلادی، برابر با ‎۸ فروردین ۱۳۴۳، ساعت ۳:۳۶:۱۴ به زمان یوتی‌سی در آلاسکا رخ داد. ژرفای این زلزله ۲۳ کیلومتر بود. بزرگی آن ۹٫۲ در مقیاس Mw به دست آمده‌است.
بیشینهٔ شدت آن در مقیاس مرکالی، XI (Very Disastrous) اعلام شده‌است.